# Mongoliets historia
Den här artikeln behandlar Mongoliets historia.

## Förhistoria
Forskare har hittat lämningar från bostäder i Mongoliet som är mellan 100 000 och 200 000 år gamla. 
På 1000-talet f.Kr. började man bearbeta brons, och på 300-talet f.Kr. började järn användas till vapen. Då började också de olika stammarna bilda allianser. En av dem var Xiongnu som gjorde många räder i norra Kina. Vissa forskare har, på osäkra grunder, sagt att Xiongnu var samma stam som senare blev känd som hunnerna i Europa. Khaidu som levde i slutet på 1000-talet omnämns som "den första att regera alla mongoler".

## Mongolväldet

Djings Khans erövringar.

År 1206 förenade Djingis khan de mongoliska stammarna och upprättade Mongolväldet. Under den tid som följde erövrade mongolerna södra Sibirien, Centralasien, Persien, Kina, delar av Mellanöstern samt stora delar av det som idag är europeiska Ryssland. Väldet var det största i världshistorien men det bestod inte länge och splittrades snart i flera khanat.
År 1260 blev Djingis Khans barnbarn Kublai Khan vald till Storkhan. Kublai Khan flyttade huvudstaden från Karakorum till Peking och grundade 1271 Yuandynastin i Kina. År 1279 erövrades slutligen Songriket i södra Kina och därmed hade för första gången hela Kina erövrats av en främmande makt. Däremot misslyckades försök att erövra Japan och Java. Medan Djingis Khan levt ett spartanskt liv fick Kublai Khan som imperiets överhuvud snabbt smak för lyxlivet och han höll sig med ett jättelikt hov i Peking.
Den tibetanska laman Drogön Chögyal Phagpa fick Kublai Khan att konvertera till Sakya-skolan inom den tibetanska buddhismen. Kublai Khan utsåg i sin tur Phagpa till vicekung över Tibet. Hans efterföljare styre därefter Tibet under de återstående 75 år som dynastin varade. Även om sakya-skolan förlorade sin plats både i Mongoliet och Tibet lade detta grunden till det teokratiska system som med tiden skulle etableras i båda länderna.
Kublai Khan var den siste mongoliske härskaren som erkändes som Storkhan. Efter hans död gick det inte att hålla ihop imperiet, de olika khanaten blev nu helt självständiga riken. I Kina kunde mongolerna behålla makten till 1368 när den siste kejsaren av Yuandynastin störtades. Gyllene horden behöll makten i Ryssland fram till 1480-talet. I Persien och Centralasien förlorade man makten under mitten av 1300-talet eller så splittrades rikena i ännu fler khanat. Det sista khanatet, Krimkhanatet, föll först 1792. Efterhand konverterade också många mongoliska khaner till islam, bland annat Gyllene hordens härskare. I det egentliga Mongoliet förföll den tibetanska buddhismen och de flesta mongoler återgick till schamanismen.
I den kinesiska högstadiets läroplan tonas mongolernas invasion av Kina ner, och perioden beskrivs mer som ett förenande mellan Mongoliet och Kina, än som en erövring.

## Splittringens tid

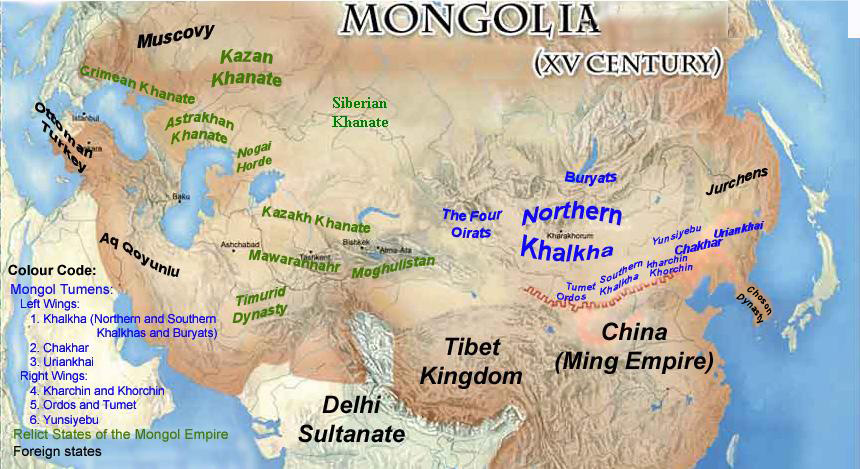
De mongoliska stammarnas utbredning under 1500-talet.

Efter Yuandynastins fall splittrades de mongoliska områdena mellan flera mongoliska stammar. Även om västmongolerna inte hade spelat någon central roll under Mongolväldets tid framträdde de nu som en viktig rival till östmongolerna i kampen om arvet efter Yuan. Under början av 1400-talet blev den västmongoliska Oirat-stammen den dominerande makten i Mongoliet och utgjorde ett yttre hot mot Mingdynastins Kina. Alltsedan Ming grundats 1368 hade dynastin gjort flera försök att erövra Mongoliet, men dess försök gavs upp sedan Esen Khan tagit Zhengtong-kejsaren till fånga 1449. Denna kris ledde så småningom till att Ming började bygga ut Kinesiska muren som skydd mot mongolerna.
1578 införde mongolledaren Altan Khan gelug-skolan inom den tibetanska buddhismen bland mongolerna. Han gav deras ledare titeln Dalai Lama och inbjöd munkar ur gelugorden att sprida sin lära i landet. Den mongoliska aristokratin fortsatte, efter hans död, att bygga munkkloster och fördriva shamanerna.

## Mongoliet under Qingdynastin

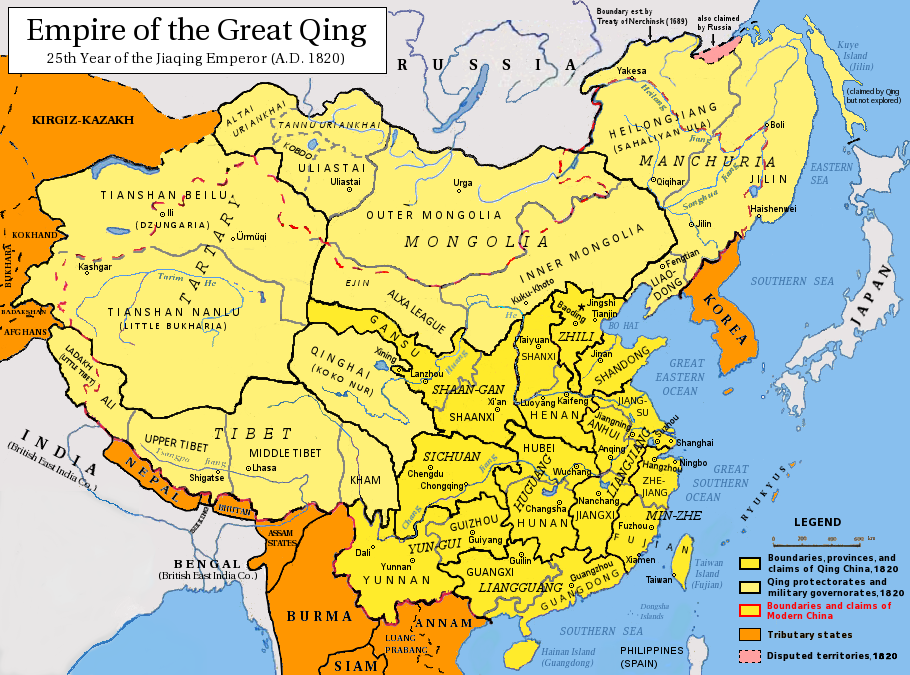
Qingdynastins territoriella indelning år 1820.

År 1612 kuvade manchuerna östmongolerna och det som idag är Mongoliet blev så småningom ett lydrike under Qingdynastin som tog över det egentliga Kina 1644 och etablerade Peking som sin huvudstad.  Indelningen av Mongoliet i en "inre" och en "yttre" del går tillbaka till Qingdynastin, då de manchuiska kejsarna delade upp olika territorier som befolkades av olika mongoliska stammar.

### Inre Mongoliets indelning
Till Inre Mongoliet räknades de första mongoliska territorier som manchuerna erövrat under 1620-talet och dessa indelades i sex mongoliska förbund (mongoliska: tjuulgan, чуулган), vilka i sin tur indelades i fyrtionio fänikor eller baner (chosjuu, хошуу). De sex förbunden var:
- Dzjirem (Жирэм)
- Dzjosotu (Зостын чуулган)
- Dzjuu Uda (Зуу Уда)
- Sjilijn Gol (Шилийн Гол)
- Ulaantsav (Улаанцав)
- Ich Dzuu (Их Зуу)

Dessutom fanns det mongoliska stammar i andra delar i Qingimperiet, som Alashan-regionen i Ningxia och kring Jehol.

### Yttre Mongoliets indelning
Till det yttre Mongoliet räknades de khalkha-mongoliska områden som underkastade sig Qingdynastin först 1691. Dessa områden delades inledningsvis mellan tre förbund som fick sina namn från de khaner som kontrollerat de stammar som förbunden bestod av. Förbunden indelades i sin tur i banér och fänikor som lydde under en furste (jasak) som främst var lojal till Qinghovet. De tre förbunden var:
- Tüsjeet (Түшээт), omfattade i huvudsak dagens provinser Bulgan, Dornogobi, Selenga, Töv, Ömnögobi och Övörchangaj;
- Setsen (Сэцэн) omfattade Chentij, Dornod och Süchbaatar;
- Dzasagt (Засагт); omfattade Bajanchongor, Gobi-Altaj och Dzavchan.

1725 skapade Qingimperiet ytterligare en stam för Sajn Nojon khan (Сайн ноён) som tilldelades några västliga territorier som lytt under Tüsjeet. 1733 installerade Qingdynastin en ståthållare (amban) i Uliastaj som därmed blev yttre Mongoliets politiska centrum fram till dynastins fall 1911.

### Styrelse och förvaltning

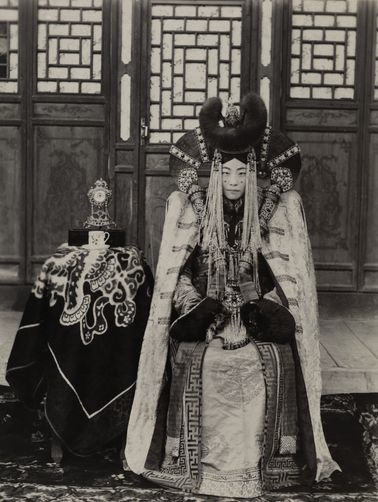
Mongolisk aristokratisk kvinna, 1909.

Varje ajmag styrdes av en rådsförsamling, vars ordförande valdes bland furstarna. Varje furste hade var sitt baner och skulle vart tredje eller fjärde år infinna sig i Peking för att betala tribut. Hovet strävade efter hålla dem fast vid Qingimperiet genom att ge dem manchuiska och kinesiska prinsessor till hustrur.
Det fanns furstar av 13 olika rangklasser;
i det yttre Mongoliet kallades de förnämsta khaner, i det inre Mongoliet wang (konungar). Furstarna över det inre Mongliets baner kunde ofta spåra sina anor från Djingis Khan
eller hans bröder. Utom furstarna fanns det också en adel
(taiji). 
Högste chef för Mongoliets förvaltning var en av ministrarna i "departementet för lydländerna" (Lifanyuan 理藩院)
Peking, under vilket Tibet, Xinjiang och Kuku-nor-området löd. Närmaste tillsynen öfver ordningen inom landet tillkom de båda ståthållarna (amban). Även de av Dalai Lama på Qing-regeringens förslag utsedda tio klosterinspektörerna hade stor myndighet i Mongoliet.

## Det självständiga Mongoliet
När Qingdynastin föll efter den kinesiska revolutionen år 1911 förklarade sig Yttre Mongoliet självständigt och Qingdynastins ståthållare och hans trupper fördrevs ur landet. Den åttonde inkarnationen av Jebtsun Damba Khutuchtu utropades till Mongoliets kejsare som Bogd Khan och styrde landet med stöd från Tsarryssland.
Den nygrundade Kina gjorde dock anspråk på Yttre Mongoliet och hösten 1919 gick den kinesiske krigsherren Xu Shuzhengs trupper in i landet år 1919 och tvingade den mongoliska regeringen att dra tillbaka sin självständighetsförklaring.
I mars 1921 fördrev Roman Ungern von Sternbergs tsartrogna ryska styrkor de kinesiska trupperna ut ur Mongoliet och upprättade en diktatur under Sternbergs och Bogd Khans ledning. Deras seger blev dock kortvarig då Damdiny Süchbaatars mongoliska kommunister styrkor besegrade von Sternbergs trupper i juli samma år med stöd från Röda armén och avrättade Ungern von Sternberg.

## Folkrepublik

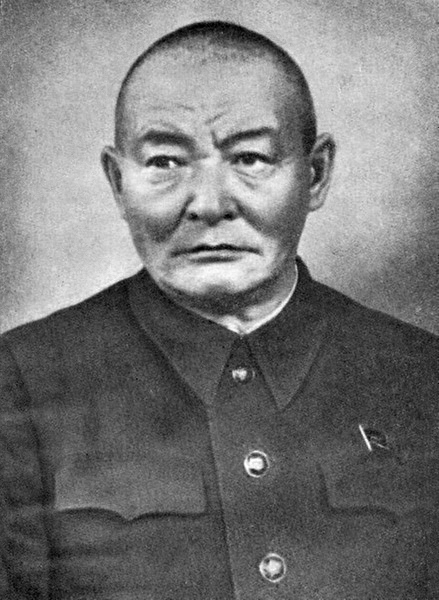
Chorloogijn Tjojbalsan, Mongoliets diktator, 1939-52.

En mongolisk kommunistisk folkrepublik utropades 1924. Vänskapsavtal mellan Mongoliet och Sovjetunionen underskrevs år 1936 och de redan existerade nära banden formaliserades.
Vid slutet av 1930-talet hade Chorloogijn Tjojbalsan etablerat sig som landets diktator och han blev föremål för en personkult efter sovjetiskt mönster. Under hans regim genomfördes i samarbete med NKVD en systematisk utrotningspolitik gentemot den gamla mongoliska överklassen och endast åren 1937-38 avrättades 20 474 i utrensningarna. Särskilt det buddhistiska prästerskapet drabbades hårt och hundratals kloster förstördes.
Efter Tjojbalsans död 1953 framträdde Jumdzjaagijn Tsedenbal som landets ledare och han avvecklade successivt personkulten kring Tjojbalsan.
Under lång tid hade Sovjetunionen ett avgörande inflytande över landet och Mongoliet följde Sovjet i splittringen mellan den ryska och den kinesiska kommunismen.

## Mongoliet efter Kalla krigets slut
Då Kalla kriget började nå sitt slut upprättades dock diplomatiska förbindelser först med Folkrepubliken Kina 1986 och 1987 även med USA. 
I samband med större öppenhet i Sovjet gick det mongoliska kommunistpartiet år 1990 med på att tillåta konkurrerande partier, och 1992 infördes en demokratisk grundlag. I valen samma år vann kommunistpartiet (nu med namnet Mongoliska folkets revolutionära parti (MFRP)) en jordskredsseger. Oppositionen vann parlamentsvalet 1996, men efter fyra år av korruption, instabilitet och missväxt (en svår torka sommaren 1999 följdes av den kallaste vintern på 30 år) segrade MFRP i parlamentsvalet år 2000 där partiet fick hela 95% av mandaten i parlamentet. Efter det senaste valet, den 27 juni 2004, har kommunistpartiet tvingats bilda koalitionsregering med den demokratiska alliansen.